# Liste der Nummer-eins-Hits in Japan (1996)
Die Liste der japanischen Nummer-eins-Hits enthält die Daten vom 1. Januar bis zum 31. Dezember 1996. Die letzte Woche im Jahr fällt mit der ersten Woche des neuen Jahres zusammen. Angegeben sind die Verkaufszahlen der jeweiligen Nummer eins in ihrer Woche. Alle Angaben basieren auf den offiziellen japanischen Charts von Oricon.

## Singles
| ← 1995 ← | Liste der Nummer-eins-Hits in Japan | Liste der Nummer-eins-Hits in Japan  | Liste der Nummer-eins-Hits in Japan                         | 1997 →                    |
| \| Zeitraum \| Wo. ges. \| Interpret \| Titel Autor(en) \| Zusätzliche Informationen \| \| (Zeitraum, Wochen auf Platz eins, Interpret, Titel, Autor[en], zusätzliche Informationen) \| \| \| \| \| \| ----------------------------------------------------------------------------------------- \| -------- \| ------------------------------------ \| ----------------------------------------------------------- \| ------------------------- \| \| 25. Dezember 1995 – 14. Januar 1996 3 Wochen (insgesamt 5) \| 5 \| Céline Dion \| To Love You More David Foster, Edgar Bronfman, Jr. \| – \| \| 15. Januar 1996 – 21. Januar 1996 1 Woche (insgesamt 3) \| 3 \| Globe \| DEPARTURES \| – \| \| 22. Januar 1996 – 28. Januar 1996 1 Woche \| 1 \| Zard \| My Friend \| – \| \| 29. Januar 1996 – 11. Februar 1996 2 Wochen (insgesamt 3) \| 3 \| Globe \| DEPARTURES \| – \| \| 12. Februar 1996 – 18. Februar 1996 1 Woche \| 1 \| Spitz \| Sora mo toberu hazu \| – \| \| 19. Februar 1996 – 25. Februar 1996 1 Woche \| 1 \| Mr. Children \| Na mo naki uta \| – \| \| 26. Februar 1996 – 3. März 1996 1 Woche \| 1 \| V6/Coming Century \| MADE IN JAPAN/Daijōbu \| – \| \| 4. März 1996 – 10. März 1996 1 Woche \| 1 \| Judy And Mary \| Sobakasu \| – \| \| 11. März 1996 – 17. März 1996 1 Woche \| 1 \| X Japan \| DAHLIA \| – \| \| 18. März 1996 – 24. März 1996 1 Woche \| 1 \| B’z \| Mienai chikara \| – \| \| 25. März 1996 – 7. April 1996 2 Wochen (insgesamt 3) \| 3 \| Namie Amuro \| Don't wanna cry Tetsuya Komuron, Takahiro Maedan, Cozy Kubo \| – \| \| 8. April 1996 – 14. April 1996 1 Woche \| 1 \| Luna Sea \| END OF SORROW \| – \| \| 15. April 1996 – 21. April 1996 1 Woche (insgesamt 3) \| 3 \| Namie Amuro \| Don't wanna cry Tetsuya Komuron, Takahiro Maedan, Cozy Kubo \| – \| \| 22. April 1996 – 5. Mai 1996 2 Wochen \| 2 \| Mr. Children \| Hana \| – \| \| 6. Mai 1996 – 12. Mai 1996 1 Woche \| 1 \| Seiko Matsuda \| Anata ni aitakute/Ashita e to kakedashite yukō \| – \| \| 13. Mai 1996 – 19. Mai 1996 1 Woche \| 1 \| Spitz \| Cherry \| – \| \| 20. Mai 1996 – 26. Mai 1996 1 Woche \| 1 \| Zard \| Kokoro o hiraite \| – \| \| 27. Mai 1996 – 2. Juni 1996 1 Woche \| 1 \| B’z \| Real Thing Shakes Koshi Inaba, Tak Matsumoto \| – \| \| 3. Juni 1996 – 9. Juni 1996 1 Woche \| 1 \| Southern All Stars \| Ai no kotodama \| – \| \| 10. Juni 1996 – 16. Juni 1996 1 Woche \| 1 \| V6/Coming Century \| BEAT YOUR HEART/STAY GOLD \| – \| \| 17. Juni 1996 – 30. Juni 1996 2 Wochen \| 2 \| Namie Amuro \| You're my sunshine Tetsuya Komuro \| – \| \| 1. Juli 1996 – 7. Juli 1996 1 Woche \| 1 \| Toshinobu Kubota with Naomi Campbell \| LA LA LA LOVE SONG \| – \| \| 8. Juli 1996 – 14. Juli 1996 1 Woche \| 1 \| Kyōsuke Himuro \| STAY \| – \| \| 8. Juli 1996 – 14. Juli 1996 1 Woche \| 1 \| Southern All Stars \| Ai no kotodama \| – \| \| 15. Juli 1996 – 21. Juli 1996 1 Woche \| 1 \| Kyōsuke Himuro \| STAY \| – \| \| 22. Juli 1996 – 28. Juli 1996 1 Woche \| 1 \| X Japan \| Forever Love \| – \| \| 29. Juli 1996 – 4. August 1996 1 Woche \| 1 \| SMAP \| Aoi inazuma \| – \| \| 5. August 1996 – 11. August 1996 1 Woche \| 1 \| Sharam Q \| Namida no kage \| – \| \| 5. August 1996 – 18. August 1996 2 Wochen \| 2 \| Maki Ōguro \| Atsuku nare \| – \| \| 19. August 1996 – 24. August 1996 1 Woche \| 1 \| Mr. Children \| Machine-gun o buppanase \| – \| \| 25. August 1996 – 1. September 1996 2 Wochen \| 2 \| Kyōsuke Himuro \| SQUALL \| – \| \| 2. September 1996 – 8. September 1996 1 Woche (insgesamt 2) \| 2 \| Fumiya Fujii \| Another Orion \| – \| \| 9. September 1996 – 15. September 1996 1 Woche \| 1 \| Globe \| Is this love \| – \| \| 16. September 1996 – 22. September 1996 1 Woche (insgesamt 2) \| 2 \| Fumiya Fujii \| Another Orion \| – \| \| 23. September 1996 – 29. September 1996 1 Woche \| 1 \| Spitz \| Nagisa \| – \| \| 30. September 1996 – 6. Oktober 1996 1 Woche \| 1 \| V6/Coming Century \| TAKE ME HIGHER/sukisa sukkyanen \| – \| \| 7. Oktober 1996 – 13. Oktober 1996 1 Woche \| 1 \| Yen Town Band \| Swallowtail Butterfly \| – \| \| 14. Oktober 1996 – 20. Oktober 1996 1 Woche \| 1 \| Tomomi Kahara \| save your dream \| – \| \| 21. Oktober 1996 – 10. November 1996 3 Wochen \| 3 \| PUFFY \| Kore ga watashi no ikiru michi \| – \| \| 11. November 1996 – 17. November 1996 1 Woche \| 1 \| Globe \| Can't Stop Fallin' in Love \| – \| \| 18. November 1996 – 24. November 1996 1 Woche (insgesamt 4) \| 4 \| Miki Imai \| PRIDE \| – \| \| 25. November 1996 – 1. Dezember 1996 1 Woche \| 1 \| Globe \| Can't Stop Fallin' in Love \| – \| \| 2. Dezember 1996 – 8. Dezember 1996 1 Woche \| 1 \| SMAP \| SHAKE \| – \| \| 9. Dezember 1996 – 15. Dezember 1996 1 Woche \| 1 \| Namie Amuro \| a walk in the park \| – \| \| 16. Dezember 1996 – 22. Dezember 1996 1 Woche \| 1 \| My Little Lover \| YES \| – \| \| 23. Dezember 1996 – 12. Januar 1997 3 Wochen (insgesamt 4) \| 4 \| Miki Imai \| PRIDE \| – \| |                                     |                                      |                                                             |                           |
| ← 1995 |                                     |                                      |                                                             | → 1997 →                  |
| Zeitraum | Wo. ges.                            | Interpret                            | Titel Autor(en)                                             | Zusätzliche Informationen |
| (Zeitraum, Wochen auf Platz eins, Interpret, Titel, Autor[en], zusätzliche Informationen) |                                     |                                      |                                                             |                           |
| 25. Dezember 1995 – 14. Januar 1996 3 Wochen (insgesamt 5) | 5                                   | Céline Dion                          | To Love You More David Foster, Edgar Bronfman, Jr.          | –                         |
| 15. Januar 1996 – 21. Januar 1996 1 Woche (insgesamt 3) | 3                                   | Globe                                | DEPARTURES                                                  | –                         |
| 22. Januar 1996 – 28. Januar 1996 1 Woche | 1                                   | Zard                                 | My Friend                                                   | –                         |
| 29. Januar 1996 – 11. Februar 1996 2 Wochen (insgesamt 3) | 3                                   | Globe                                | DEPARTURES                                                  | –                         |
| 12. Februar 1996 – 18. Februar 1996 1 Woche | 1                                   | Spitz                                | Sora mo toberu hazu                                         | –                         |
| 19. Februar 1996 – 25. Februar 1996 1 Woche | 1                                   | Mr. Children                         | Na mo naki uta                                              | –                         |
| 26. Februar 1996 – 3. März 1996 1 Woche | 1                                   | V6/Coming Century                    | MADE IN JAPAN/Daijōbu                                       | –                         |
| 4. März 1996 – 10. März 1996 1 Woche | 1                                   | Judy And Mary                        | Sobakasu                                                    | –                         |
| 11. März 1996 – 17. März 1996 1 Woche | 1                                   | X Japan                              | DAHLIA                                                      | –                         |
| 18. März 1996 – 24. März 1996 1 Woche | 1                                   | B’z                                  | Mienai chikara                                              | –                         |
| 25. März 1996 – 7. April 1996 2 Wochen (insgesamt 3) | 3                                   | Namie Amuro                          | Don't wanna cry Tetsuya Komuron, Takahiro Maedan, Cozy Kubo | –                         |
| 8. April 1996 – 14. April 1996 1 Woche | 1                                   | Luna Sea                             | END OF SORROW                                               | –                         |
| 15. April 1996 – 21. April 1996 1 Woche (insgesamt 3) | 3                                   | Namie Amuro                          | Don't wanna cry Tetsuya Komuron, Takahiro Maedan, Cozy Kubo | –                         |
| 22. April 1996 – 5. Mai 1996 2 Wochen | 2                                   | Mr. Children                         | Hana                                                        | –                         |
| 6. Mai 1996 – 12. Mai 1996 1 Woche | 1                                   | Seiko Matsuda                        | Anata ni aitakute/Ashita e to kakedashite yukō              | –                         |
| 13. Mai 1996 – 19. Mai 1996 1 Woche | 1                                   | Spitz                                | Cherry                                                      | –                         |
| 20. Mai 1996 – 26. Mai 1996 1 Woche | 1                                   | Zard                                 | Kokoro o hiraite                                            | –                         |
| 27. Mai 1996 – 2. Juni 1996 1 Woche | 1                                   | B’z                                  | Real Thing Shakes Koshi Inaba, Tak Matsumoto                | –                         |
| 3. Juni 1996 – 9. Juni 1996 1 Woche | 1                                   | Southern All Stars                   | Ai no kotodama                                              | –                         |
| 10. Juni 1996 – 16. Juni 1996 1 Woche | 1                                   | V6/Coming Century                    | BEAT YOUR HEART/STAY GOLD                                   | –                         |
| 17. Juni 1996 – 30. Juni 1996 2 Wochen | 2                                   | Namie Amuro                          | You're my sunshine Tetsuya Komuro                           | –                         |
| 1. Juli 1996 – 7. Juli 1996 1 Woche | 1                                   | Toshinobu Kubota with Naomi Campbell | LA LA LA LOVE SONG                                          | –                         |
| 8. Juli 1996 – 14. Juli 1996 1 Woche | 1                                   | Kyōsuke Himuro                       | STAY                                                        | –                         |
| 8. Juli 1996 – 14. Juli 1996 1 Woche | 1                                   | Southern All Stars                   | Ai no kotodama                                              | –                         |
| 15. Juli 1996 – 21. Juli 1996 1 Woche | 1                                   | Kyōsuke Himuro                       | STAY                                                        | –                         |
| 22. Juli 1996 – 28. Juli 1996 1 Woche | 1                                   | X Japan                              | Forever Love                                                | –                         |
| 29. Juli 1996 – 4. August 1996 1 Woche | 1                                   | SMAP                                 | Aoi inazuma                                                 | –                         |
| 5. August 1996 – 11. August 1996 1 Woche | 1                                   | Sharam Q                             | Namida no kage                                              | –                         |
| 5. August 1996 – 18. August 1996 2 Wochen | 2                                   | Maki Ōguro                           | Atsuku nare                                                 | –                         |
| 19. August 1996 – 24. August 1996 1 Woche | 1                                   | Mr. Children                         | Machine-gun o buppanase                                     | –                         |
| 25. August 1996 – 1. September 1996 2 Wochen | 2                                   | Kyōsuke Himuro                       | SQUALL                                                      | –                         |
| 2. September 1996 – 8. September 1996 1 Woche (insgesamt 2) | 2                                   | Fumiya Fujii                         | Another Orion                                               | –                         |
| 9. September 1996 – 15. September 1996 1 Woche | 1                                   | Globe                                | Is this love                                                | –                         |
| 16. September 1996 – 22. September 1996 1 Woche (insgesamt 2) | 2                                   | Fumiya Fujii                         | Another Orion                                               | –                         |
| 23. September 1996 – 29. September 1996 1 Woche | 1                                   | Spitz                                | Nagisa                                                      | –                         |
| 30. September 1996 – 6. Oktober 1996 1 Woche | 1                                   | V6/Coming Century                    | TAKE ME HIGHER/sukisa sukkyanen                             | –                         |
| 7. Oktober 1996 – 13. Oktober 1996 1 Woche | 1                                   | Yen Town Band                        | Swallowtail Butterfly                                       | –                         |
| 14. Oktober 1996 – 20. Oktober 1996 1 Woche | 1                                   | Tomomi Kahara                        | save your dream                                             | –                         |
| 21. Oktober 1996 – 10. November 1996 3 Wochen | 3                                   | PUFFY                                | Kore ga watashi no ikiru michi                              | –                         |
| 11. November 1996 – 17. November 1996 1 Woche | 1                                   | Globe                                | Can't Stop Fallin' in Love                                  | –                         |
| 18. November 1996 – 24. November 1996 1 Woche (insgesamt 4) | 4                                   | Miki Imai                            | PRIDE                                                       | –                         |
| 25. November 1996 – 1. Dezember 1996 1 Woche | 1                                   | Globe                                | Can't Stop Fallin' in Love                                  | –                         |
| 2. Dezember 1996 – 8. Dezember 1996 1 Woche | 1                                   | SMAP                                 | SHAKE                                                       | –                         |
| 9. Dezember 1996 – 15. Dezember 1996 1 Woche | 1                                   | Namie Amuro                          | a walk in the park                                          | –                         |
| 16. Dezember 1996 – 22. Dezember 1996 1 Woche | 1                                   | My Little Lover                      | YES                                                         | –                         |
| 23. Dezember 1996 – 12. Januar 1997 3 Wochen (insgesamt 4) | 4                                   | Miki Imai                            | PRIDE                                                       | –                         |